# NGC 5702
NGC 5702 est une galaxie lenticulaire située dans la constellation du Bouvier. Sa vitesse par rapport au fond diffus cosmologique est de 5 633 ± 14 km/s, ce qui correspond à une distance de Hubble de 83,1 ± 5,8 Mpc (∼271 millions d'al). NGC 5702 a été découverte par l'astronome germano-britannique William Herschel en 1792.
Selon la base de données Simbad, NGC 5702 est une galaxie LINER, c'est-à-dire une galaxie dont le noyau présente un spectre d'émission caractérisé par de larges raies d'atomes faiblement ionisés.
À ce jour, une mesure non basée sur le décalage vers le rouge (redshift) donne une distance d'environ 70,700 Mpc (∼231 millions d'al). Cette valeur est à l'extérieur des valeurs de la distance de Hubble. Notons que c'est avec la valeur moyenne des mesures indépendantes, lorsqu'elles existent, que la base de données NASA/IPAC calcule le diamètre d'une galaxie et qu'en conséquence le diamètre de NGC 5702 pourrait être d'environ 35,0 kpc (∼114 000 al) si on utilisait la distance de Hubble pour le calculer.